# Peter Wekwerth
Peter Wekwerth (* 29. Mai 1949 in Berlin) ist ein deutscher Regisseur und Drehbuchautor.

## Leben
Wekwerth hatte den Berufswunsch Inneneinrichter. Nach erfolgreicher Facharbeiterprüfung ging er als Requisiteur zum DDR-Fernsehen und kümmerte sich somit um die Szenenbilder. Er übernahm auch andere anfallende Arbeiten, so kam er zur Regieassistenz. Obwohl er gerade erst sein Abitur in Abendkursen nachholte, wurde er bald an die Filmhochschule Potsdam-Babelsberg (heute Filmuniversität Babelsberg Konrad Wolf) beordert, um zum Regisseur ausgebildet zu werden. Er diplomierte dort 1976 mit dem Thema „Elektronik als spezifisches Gestaltungsmittel des Fernsehspiels“. Von 1976 bis 1990 war er Regisseur für Fernsehfunk und Fernsehdramatik und von 1990 bis 1991 Chefregisseur. Seit 1991 ist er als freier Film- und Fernsehregisseur tätig. Von 2000 bis 2015 führte er in 87 Folgen der beliebten ARD-Krankenhausserie In aller Freundschaft Regie.

## Filmografie

### Regisseur
- 1979: Die lange Straße (Fernseh-Fünfteiler, Teile 3 bis 5)
- 1981: Der ungebetene Gast (Zweiteiler)
- 1984: Flug des Falken (Vierteiler)
- 1986: Der Staatsanwalt hat das Wort: Feine Fäden (Fernsehreihe)
- 1987: Der Mittelstürmer verweigert das Paradies (Fernsehfilm)
- 1988: Barfuß ins Bett (Fernsehserie, Staffel 1, 7 Folgen)
- 1991–1992: Agentur Herz (Fernsehserie, 6 Folgen)
- 1993: Lindenstraße (Fernsehserie, 14 Folgen)
- 1994: Die Hütte am See (Fernsehserie, 4 Folgen)
- 1995–2003: Die Fallers – Die SWR Schwarzwaldserie (Fernsehserie, 5 Folgen)
- 1997: Schlank bis in den Tod (Fernsehfilm)
- 2000–2015: In aller Freundschaft (Fernsehserie, 87 Folgen)
- 2004: Marienhof (Fernsehserie, 5 Folgen)
- 2006: Endlich Samstag! (Fernsehserie)
- 2015–2016: In aller Freundschaft – Die jungen Ärzte (Fernsehserie, 6 Folgen)

### Schauspieler
- 1986: Die letzten Tage des Georg W. (Fernsehfilm)

## Theater
- 2007: Stefan Vögel: Die süßesten Früchte (Comödie Dresden)
- 2010: Peter Wekwerth: Akt mit Lilie (Comödie Dresden)

## Auszeichnungen
- 1980: Bester Fernsehfilm für Die lange Straße (Fernseh-Fünfteiler, Teile 3 bis 5) im Leistungsvergleich Fernsehinszenierungen 1979[4]
- 1980: Prädikat: Besonders wertvoll für Die lange Straße
- 1980: Kunstpreis des FDGB für Die lange Straße[5]
- 1986: Bester Fernsehfilm für Flug des Falken (Fernseh-Vierteiler) im Leistungsvergleich Fernsehinszenierungen 1979[6]
- 1986: Prädikat: Besonders Wertvoll für Flug des Falken
- 1986: Kunstpreis der DDR[7]